# Kasimir I af Polen
Kasimir I Fornyeren (polsk Kazimierz I Odnowiciel; født 25. juli 1016 usikkert hvor men traditionelt antagelig i Krakow, død 28. november 1058 i Poznan) var en hertug fra Piast-slægten. Han var Polens hersker i årene 1039–1058. Han er kendt som Fornyeren fordi han det lykkedes ham at forene Polen efter en periode med forvirring og kaos, og genindlemmede desuden Masovien, Schlesien og Pommern i riget. Skønt han de facto var Polens monark, kunne lykkedes ham at krone sig selv til konge, både på grund af indre og ydre vanskeligheder (stormændene ønskede ikke kroningen og Det tysk-romerske Rige protesterede).

## Liv og virke

### Baggrund
Meget er uklart og usikkert om Kasimirs tidligere liv. Der er modstridende oplysninger i kilderne.

### Vejen til magt
Efter at Bezprym i 1031 havde taget magten fra Mieszko II. Lambert, forlod Rycheza og Kasimir Polen og rejste til Sachsen. I 1034, efter sin far Mieszko IIs død forsøgte Kazimierz at overtage magten, men et oprør blandt magnaterne førte til at han blev forvist fra landet, og opholdte sig så i Ungarn, før han drog til Tyskland.
Etter Mieszko IIs død blev situationen i Polen spændt. Det kom til et folkeoprør mod magnaterne og kirken, og en genoplivelse af hedenskabet. Masovien erklærede sig uafhængig under landeherren Miecław (eller Masław), og Pommern blev overtaget af et lokalt dynasti.
Situationen i det kongeløse rige blev udnyttet af tjekkerne, og den tjekkiske hertug Břetislav I invaderede det polske territorium i 1038 eller 1039, og efterlod landet – hovedsagelig Storpolen – i ruiner, hvor blandt andet Gniezno blev lagt i grus, og St. Adalberts relikvier plyndret. Samtidig erobrede tjekkerne Schlesien og Lillepolen.
Kasimir kom tilbage til Polen i 1039, med støtte fra den tyske kejser (som var bekymret over Břetislavs øgede magt og situationen i de polske områder) og den russiske hertug Jaroslav I. Kasimir indtog Stor-Polen og Lille-Polen med Kraków, som han gjorde til rigets nye hovedstad (Gniezno og Poznań var altfor ødelagt). Han fandt støtte hos magnaterne, som var udslidte efter folkeopstanden og den tjekkiske invasion.
Etter at Kazimierz styrkede sin magt og genopbyggede kirkeorganisationen, gik han ind for at genvinde territorierne Polen havde tabt. I 1040 eller 1041 allierede han sig med Jaroslav I, og denne alliance blev styrket efter at Kasimir giftede sig med Jaroslavs søster Maria Dobroniega. I 1047 fik han så med Jaroslavs hjælp til at sejre over Miecław og dermed genvinde og genindlemme Masovien (og Pommern) i det polske rige. I og med at han ikke kom til enighed med Břetislav om genindlemmelsen af Schlesien, erobrede han området i 1050 – denne gang på egen hånd. Imidlertid stod den tyske kejser på tjekkernes side, og i 1054 i Quedlinburg afgjorde han striden ved at lade Kazimierz beholde Schlesien, men samtidig måtte Polen betale en årlig tribut.
Kasimir I genopbyggede riget som var blevet svækket efter Mieszko IIs død. Til trods for at han ikke genvandt kronen og måtte betale tribut, lykkedes det ham at styrke landet internt – han genopbyggede kirkeadministrationen, reformerede monetærpolitikken og genbefolkede de hærgede områder. Han efterlod et rige som var styrket og større siden Mieszko IIs død i 1034, skønt det endnu ikke havde genvundet den samme magtposition som det havde haft under Bolesław I.